# Macaria signaria
Macaria signaria là một loài bướm đêm trong họ Geometridae.